# FC Den Bosch '67 in het seizoen 1971/72
Het seizoen 1971/1972 was het 18e jaar in het bestaan van de Bossche betaaldvoetbalclub FC Den Bosch '67. De club kwam uit in de Eredivisie en eindigde daarin op de 16e plaats. Tevens deed de club mee aan het toernooi om de KNVB Beker, hierin werd in de eerste ronde verloren van FC Groningen (0–1).

## Wedstrijdstatistieken

### Eredivisie
|       | DWS   | Ajax  | Excelsior | Feyenoord | Go Ahead | FC Groningen | FC Den Haag-ADO | MVV   | NAC   | N.E.C. | PSV   | Sparta | Telstar | FC Twente '65 | FC Utrecht | Vitesse | Volendam |
| ----- | ----- | ----- | --------- | --------- | -------- | ------------ | --------------- | ----- | ----- | ------ | ----- | ------ | ------- | ------------- | ---------- | ------- | -------- |
| Thuis | 0 – 1 | 0 – 0 | 0 – 0     | 0 – 5     | 2 – 1    | 1 – 1        | 2 – 3           | 2 – 3 | 3 – 2 | 1 – 1  | 0 – 7 | 0 – 3  | 1 – 0   | 0 – 0         | 1 – 4      | 2 – 1   | 0 – 1    |
| Uit   | 5 – 0 | 2 – 3 | 0 – 0     | 5 – 0     | 1 – 0    | 1 – 0        | 2 – 1           | 1 – 1 | 1 – 0 | 1 – 0  | 2 – 0 | 0 – 0  | 1 – 0   | 7 – 0         | 6 – 3      | 2 – 0   | 0 – 1    |

### KNVB Beker
| 1e ronde                                    | FC Groningen          | 1 – 0 (1 – 0) | FC Den Bosch '67 |
| 9 januari 1972 Plaats: Groningen Oosterpark | Wim van der Heide 24' |               |                  |

## Statistieken FC Den Bosch '67 1971/1972

### Eindstand FC Den Bosch '67 in de Nederlandse Eredivisie 1971 / 1972
| Stand | Gespeeld | Gewonnen | Gelijk | Verloren | Punten | Doelpunten voor | Doelpunten tegen |
| ----- | -------- | -------- | ------ | -------- | ------ | --------------- | ---------------- |
| 16e   | 34       | 6        | 8      | 20       | 20     | 24              | 70               |

### Topscorers
| #      | Naam                | Goal |
| ------ | ------------------- | ---- |
| 1.     | Ilija Mitić         | 9    |
| 2.     | Dick Beek           | 5    |
| 2.     | Hans Verhagen       | 5    |
| 4.     | Carlo van den Bergh | 1    |
| 4.     | Ad Graaumans        | 1    |
| 4.     | Peter van der Leij  | 1    |
| 4.     | Leo Ouwens          | 1    |
| 4.     | Wim Vissers         | 1    |
| Totaal | Totaal              | 24   |

| #      | Naam        | Goal |
| ------ | ----------- | ---- |
| –      | Geen speler | 0    |
| Totaal | Totaal      | 0    |

## Voetnoten
Ajax ·
FC Den Bosch '67 ·
DWS ·
Excelsior ·
Feyenoord ·
Go Ahead Eagles ·
FC Groningen ·
FC Den Haag-ADO ·
MVV ·
NAC ·
N.E.C. ·
PSV ·
Sparta ·
Telstar ·
FC Twente '65 ·
FC Utrecht ·
Vitesse ·
Volendam